# 比弗滕施托克山
46°48′16″N 8°57′27″E / 46.80444°N 8.95750°E

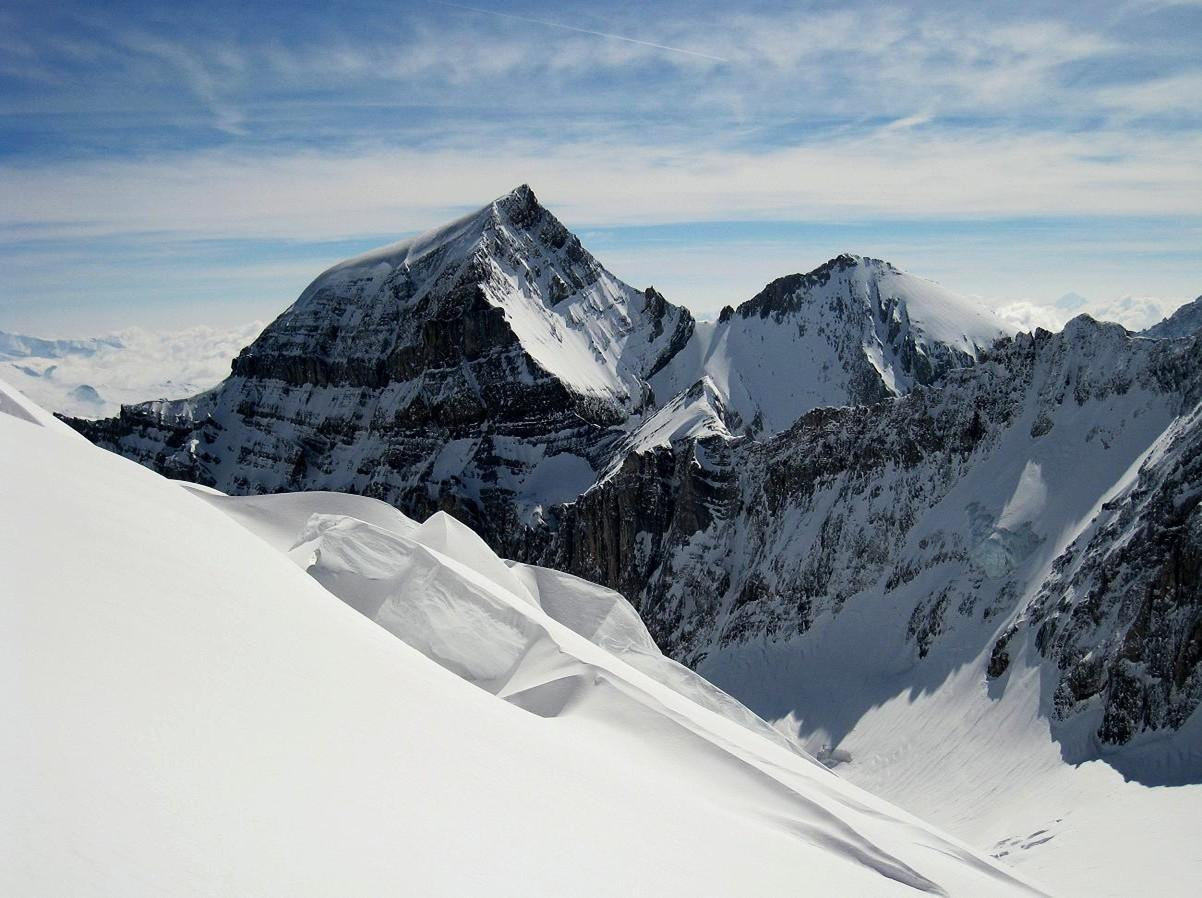

比弗滕施托克山（Bifertenstock），是瑞士的山峰，位於該國東南部，處於格勞賓登州和格拉魯斯州之間接壤的邊界，屬於格拉魯斯山的一部分，海拔高度3,419米，每年平均降雨量1,929毫米。

## 外部連結
- Bifertenstock on Summitpost